# First Division (1984/1985)
First Division 1984/1985 to 81 edycja najwyższej klasy rozgrywkowej w Anglii. Mistrzem został Everton, a królem strzelców zostali ex aequo Kerry Dixon z Chelsea i Gary Lineker z Leicester City z 24 bramkami na koncie. W związku z Tragedią na Heysel wszystkie angielskie kluby zostały wykluczone z europejskich pucharów na 5 lat, a Liverpool na 6.

## Drużyny
| Uczestnicy poprzedniej edycji                                                                                 | Uczestnicy poprzedniej edycji | Uczestnicy poprzedniej edycji | Uczestnicy poprzedniej edycji |
| --- | ----------------------------- | ----------------------------- | ----------------------------- |
| LFC | Liverpool                     | 1                             |                               |
| SOT | Southampton                   | 2                             |                               |
| NTF | Nottingham Forest             | 3                             |                               |
| MNU | Manchester United             | 4                             |                               |
| QPR | Queens Park Rangers           | 5                             |                               |
| ARS | Arsenal                       | 6                             |                               |
| EVE | Everton                       | 7                             |                               |
| TOT | Tottenham Hotspur             | 8                             |                               |
| WHU | West Ham United               | 9                             |                               |
| AST | Aston Villa                   | 10                            |                               |
| WAT | Watford                       | 11                            |                               |
| IPS | Ipswich Town                  | 12                            |                               |
| SUN | Sunderland                    | 13                            |                               |
| NOR | Norwich City                  | 14                            |                               |
| LEI | Leicester City                | 15                            |                               |
| LUT | Luton Town                    | 16                            |                               |
| WBA | West Bromwich Albion          | 17                            |                               |
| STK | Stoke City                    | 18                            |                               |
| COV | Coventry City                 | 19                            |                               |
| Awans z Second Division 1983/1984                                                                             |                               |                               |                               |
| CHE | Chelsea                       | 1                             |                               |
| SHW | Sheffield Wednesday           | 2                             |                               |
| NEW | Newcastle United              | 3                             |                               |
| Oznaczenia: - kolumna pierwsza – skróty nazw drużyn, - kolumna trzecia – miejsce zajęte w poprzednim sezonie. |                               |                               |                               |

## Tabela
| Lp. | Drużyna              | M  | Z  | R  | P  | Bramki | Bramki | Różn. | Pkt | Uwagi                                                         |
| --- | -------------------- | -- | -- | -- | -- | ------ | ------ | ----- | --- | ------------------------------------------------------------- |
| 1   | Everton (M)          | 42 | 28 | 6  | 8  | 88     | 43     | +45   | 90  | Wykluczony z Pucharu Europy 1985/1986                         |
| 2   | Liverpool            | 42 | 22 | 11 | 9  | 68     | 35     | +33   | 77  | Wykluczony z Pucharu UEFA 1985/1986                           |
| 3   | Tottenham Hotspur    | 42 | 23 | 8  | 11 | 78     | 51     | +27   | 77  | Wykluczony z Pucharu UEFA 1985/1986                           |
| 4   | Manchester United    | 42 | 22 | 10 | 10 | 77     | 47     | +30   | 76  | Wykluczony z Pucharu Zdobywców Pucharów 1985/1986             |
| 5   | Southampton          | 42 | 19 | 11 | 12 | 56     | 47     | +9    | 68  | Wykluczony z Pucharu UEFA 1985/1986                           |
| 6   | Chelsea              | 42 | 18 | 12 | 12 | 63     | 48     | +15   | 66  |                                                               |
| 7   | Arsenal              | 42 | 19 | 9  | 14 | 61     | 49     | +12   | 66  |                                                               |
| 8   | Sheffield Wednesday  | 42 | 17 | 14 | 11 | 58     | 45     | +13   | 65  |                                                               |
| 9   | Nottingham Forest    | 42 | 19 | 7  | 16 | 56     | 48     | +8    | 64  |                                                               |
| 10  | Aston Villa          | 42 | 15 | 11 | 16 | 60     | 60     | 0     | 56  |                                                               |
| 11  | Watford              | 42 | 14 | 13 | 15 | 81     | 71     | +10   | 55  |                                                               |
| 12  | West Bromwich Albion | 42 | 16 | 7  | 19 | 58     | 62     | −4    | 55  |                                                               |
| 13  | Luton Town           | 42 | 15 | 9  | 18 | 57     | 61     | −4    | 54  |                                                               |
| 14  | Newcastle United     | 42 | 13 | 13 | 16 | 55     | 70     | −15   | 52  |                                                               |
| 15  | Leicester City       | 42 | 15 | 6  | 21 | 65     | 73     | −8    | 51  |                                                               |
| 16  | West Ham United      | 42 | 13 | 12 | 17 | 51     | 68     | −17   | 51  |                                                               |
| 17  | Ipswich Town         | 42 | 13 | 11 | 18 | 46     | 57     | −11   | 50  |                                                               |
| 18  | Coventry City        | 42 | 15 | 5  | 22 | 47     | 64     | −17   | 50  |                                                               |
| 19  | Queens Park Rangers  | 42 | 13 | 11 | 18 | 53     | 72     | −19   | 50  |                                                               |
| 20  | Norwich City (S)     | 42 | 13 | 10 | 19 | 46     | 64     | −18   | 49  | Wykluczony z Pucharu UEFA 1985/1986 Spadek do Second Division |
| 21  | Sunderland (S)       | 42 | 10 | 10 | 22 | 40     | 62     | −22   | 40  | Spadek do Second Division                                     |
| 22  | Stoke City (S)       | 42 | 3  | 8  | 31 | 24     | 91     | −67   | 17  | Spadek do Second Division                                     |